# ویلکوپولسکا ناتیونال پارک
ویلکوپولسکا ناتیونال پارک (به لاتین: Wielkopolska National Park) یک منطقهٔ مسکونی در لهستان است که در شهرستان پوزنانگ واقع شده‌است.